# Aspen Hill
Aspen Hill – miejscowość spisowa (obszar niemunicypalny) w Stanach Zjednoczonych, w stanie Maryland, w hrabstwie Montgomery.